# Schistocomus fauveli
Schistocomus fauveli är en ringmaskart som beskrevs av Hartman 1955. Schistocomus fauveli ingår i släktet Schistocomus och familjen Ampharetidae. Inga underarter finns listade.